# Багаудінова Меседа Абдулларисівна
Меседа Абдулларисівна Багаудінова (нар. 30 жовтня 1983) — російська співачка, колишня солістка групи «ВІА Гра» (Квітень 2007-Січень 2009 рр.).

## Біографія
Народилася в Грозному. Її батько — аварець, мати — українка і білоруска. Коли Меседі виповнилося дев'ять років, сім'я переїхала в Кисловодськ. Хоча дівчина мала намір вступити до музичного училища, відсутність належної підготовки (вона не знала навіть нот), змусила її піти в училище культури в Ростові-на-Дону. Закінчила Ростовське державне училище мистецтв, відділення естрадно-джазового вокалу. Була солісткою популярної в Ростові групи «Мрії». У 2005 році вступила до ГІТІС на факультет естради (курс Володимира Назарова).
До гурту ВІА Гра потрапила 1 квітня 2007 року, на вакантне місце Ольги Романовської. Перший концертний виступ у складі групи відбувся 21 квітня на Російському економічному форумі в Лондоні. Широкій публіці нова учасниця групи була представлена на премії МУЗ-ТВ 1 червня 2007 року. Дебютувала у кліпі «Поцілунки» (2007).
16 січня 2009 року Меседа Багаудинова залишила гурт «ВІА Гра». 17 та 18 січня 2009 року дві дівчини Тетяна Котова та Альбіна Джанабаева, а 19 січня 2009 року замінить Надія Мейхер.
У 2013 році Меседа потрапила до шоу Хочу в Bia Гру.

### Ансамбль «Мрії»
Гурт «Мрії» — це інтернаціональне тріо, до складу якого свого часу увійшла Меседа Багаудінова. Перший великий публічний виступ ансамблю відбувся на початку 2002 року: дівчат запросили на свято в Ростовське ГУВС. Саме цей виступ принес групі «Мрії» справжню популярність, колектив став затребуваним. Ансамбль не раз відправлявся з гастролями по півдню Росії. Група також давала концерти за кордоном, в Австрії. У цей період свого життя Багаудінова познайомилася з Тетяною Котовою, майбутнім носієм титулу «Міс Росія 2006» та нинішньою солісткою колективу ВІА Гра. У 2005 році учасниці відправилися вчитися до Москви. Меседа їде до Москви і вступає на естрадний факультет в ГІТІС.

### ВІА Гра
1 квітня 2007 року дівчина успішно потрапила до гурту «ВІА Гра». Всього дівчина пробула в колективі близько 2-х років. За цей час за участю Меседи група досягла багато чого: випустила 2 альбоми (Поцілунки, Емансипація), знялася в 4 кліпах і в телевізійному серіалі «Тримай мене міцніше» (телевізійний серіал, 2007). У січні 2009 року Меседа Багаудінова залишила колектив у зв'язку з поверненням до групи Надії Мейхер. Свій відхід дівчина прокоментувала так: 
|  | Свого часу я зайняла місце Наді. У групі завжди були блондинка, шатенка і брюнетка. Ми з Надією брюнетки, тому не можемо бути в групі вдвох. Надя, безумовно, дуже багато що привнесла до групи на самому початку існування ВІА Гри, це слід поважати. Я анітрохи не шкодую. У мене все прекрасно і в житті, і в творчості. Буду робити сольний проект. |